# Michaił Protopopow
Michaił Aleksiejewicz Protopopow (ros. Михаи́л Алексе́евич Протопо́пов, ur. 1848 w Kostromie, zm. 3 grudnia?/16 grudnia 1915) – rosyjski krytyk literacki.

## Życiorys
Syn urzędnika w Czuchłomie, prawnuk arcybiskupa tobolskiego Afanasija. Studiował w moskiewskim Konstantinowskim Instytucie Geodezyjnym i przez pewien czas pełnił funkcję oficera topograficznego.
W 1877 pod pseudonimem N. Morozow opublikował artykuł „Literackie zło dnia” w piśmie „Otieczestwiennyje Zapiski”. Został stałym pracownikiem działu nowości tego pisma aż do jego zamknięcia. W 1878 brał czynny udział w pracach gazety „Russkaja Prawda”, a na początku lat 80. w „Słowie”, „Ustoju” i „Dieło”. W 1884 został aresztowany i po 6 miesiącach uwięzienia zesłany na kilka lat do Czuchłomy.
Pod koniec lat 80. pisał do gazety „Siewiernyj Wiestnik”, a w latach 90. był aktywnym współpracownikiem „Russkoj Mysli” i „Russkogo Bogatstwa”. Część artykułów krytycznych zebrał w książce „Charakterystyka krytycznoliteracka” (Petersburg 1894, wydanie 2, niezmienione, 1898). Wydał również książkę o krytyku Wissarionie Bielińskim, która została opublikowana w bibliotece biograficznej F. F. Pawlenkowa (wydanie 2). Był zwolennikiem publicystycznej szkoły krytyki rosyjskiej – nie interesowała go czysto literacka strona dzieła, a całą uwagę skupiał wyłącznie na analizie zjawisk społecznych i moralnych, których dotyczy dzieło. W jego ostatnich artykułach można dostrzec elementy mistycyzmu. Jako populista był zwolennikiem sztuki ideologicznej. Pytania o genezę twórczości pisarza, o cechy jego talentu i styl artystyczny pozostawiał krytyce historyczno-estetycznej, którą traktował z pogardą.